# Górki (gmina Stary Dzierzgoń)
Górki (niem. Görken) – wieś w Polsce położona w województwie pomorskim, w powiecie sztumskim, w gminie Stary Dzierzgoń.
W latach 1975–1998 miejscowość należała administracyjnie do województwa elbląskiego.
Wieś wzmiankowana w dokumentach z roku 1294, jako wieś pruska na 7 włókach. Pierwotna nazwa Grabisto najprawdopodobniej wywodzi się od imienia Prusa - Grabista. W roku 1782 we wsi odnotowano 16 domów (dymów), natomiast w 1858 w 10 gospodarstwach domowych było 110 mieszkańców. W latach 1937–39 było 142 mieszkańców. W roku 1973 wieś Górki należała do powiatu morąskiego, gmina i poczta Stary Dzierzgoń.